# 公父定叔
公父定叔（？—？），姬姓，太叔氏，名字已失考，谥定，共叔段之孙，公孙滑之子，郑国大夫。
前678年，郑厉公惩罚当年参与雍纠之乱的人，杀死了公子阏，并砍去了强鉏的双脚。公父定叔逃亡到卫国。前675年，郑厉公认为不可以让共叔段在郑国的后代没有禄位，他认为十月是个满数，是个好月份，就让公父定叔在十月回国。